# امتياز (الإقطاع)
الامتياز في القانون الإقطاعي، حق حصري تمنحه حكومة أو دولة فردا أو جماعة ويكون محتواه منفصلا عن مجموعة الحقوق التي يتمتع بها بموجب القانون العام.